# Захидное (Антрацитовский район)
Захидное (укр. Західне) — село, относится к Антрацитовскому району Луганской области Украины. С 2014 года населённый пункт находится под контролем самопровозглашённой Луганской Народной Республики.

## География
Село расположено на правом берегу реки Ольховой. Соседние населённые пункты: с северной стороны примыкает село Малониколаевка; посёлки Штеровка, Степовое, Ковыльное расположены на западе; Мирное на северо-востоке, село Новобулаховка — на востоке; посёлки Ивановка — на юго-западе, Орловское и Казаковка — на юге, село Червоная Поляна — на юго-востоке. Не путать с одноимёнными населёнными пунктами в Луганской области: село Захидное в Лутугинском районе; село Захидное в Старобельском районе.

## Общие сведения
Население по переписи 2001 года составляло 112 человек. Почтовый индекс — 94642. Телефонный код — 6431. Занимает площадь 0,501 км². Код КОАТУУ — 4420356202.

## Местный совет
94641, Луганская обл., Антрацитовский р-н, пгт. Малониколаевка, ул. Советская, 9-А